# Salomé Ureña
Salomé Ureña Díaz de Henríquez (Santo Domingo, 21 ottobre 1850 – Santo Domingo, 6 marzo 1897) è stata una poetessa e educatrice dominicana.
Influenzata dal positivismo e sostenitrice dell'indigenismo, è ricordata come una figura centrale nel panorama letterario della Repubblica Dominicana e come pioniera dall'istruzione femminile nel suo Paese.

## Biografia

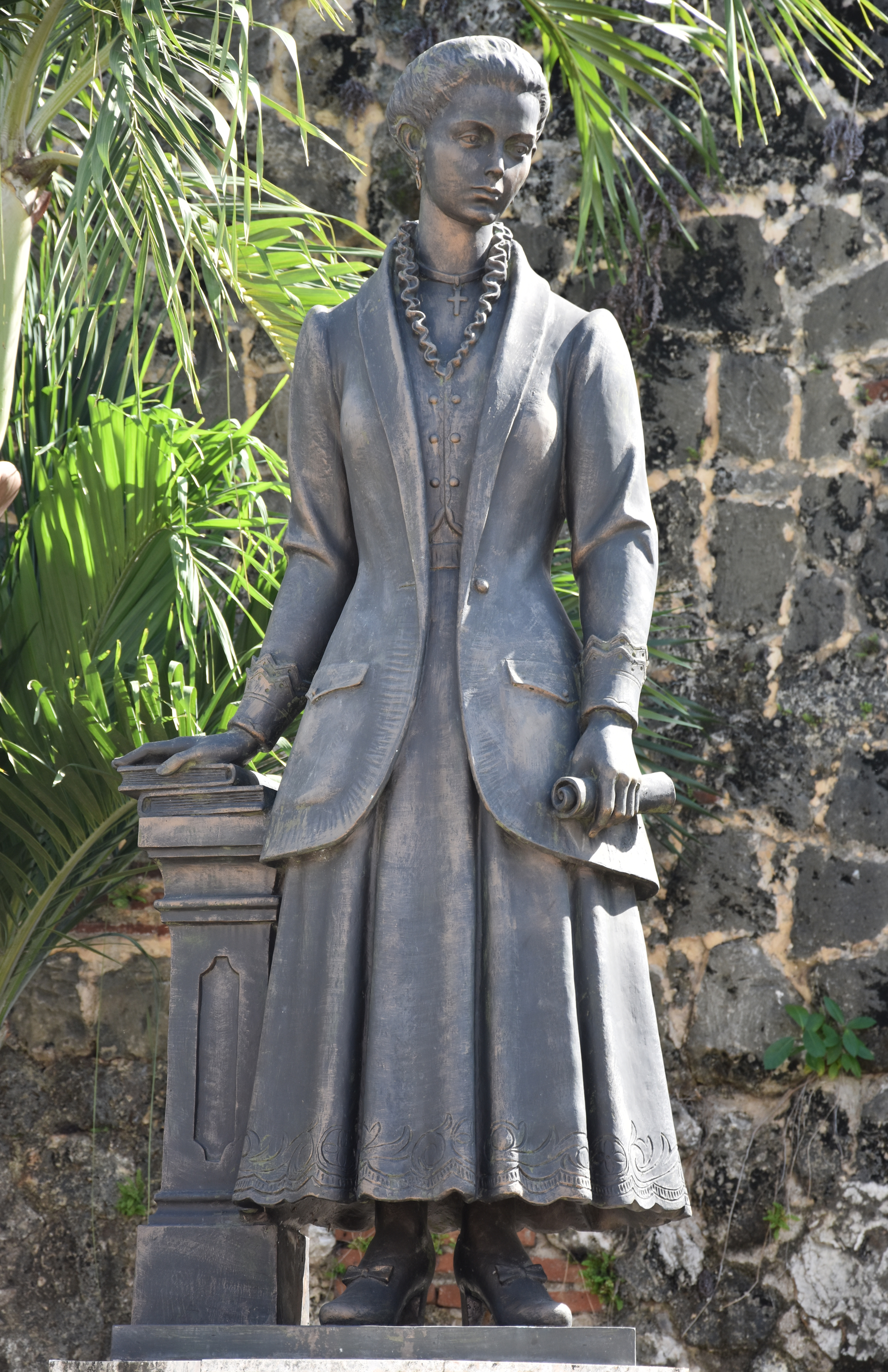
Statua di Salomé Ureña nella Città coloniale

Salomé Ureña nacque a Santo Domingo, figlia dello scrittore e giornalista Nicolás Ureña de Mendoza e della moglie Gregoria Díaz de León. Cominciò a scrivere poesie durante l'adolescenza e a diciassette anni pubblicò i suoi primi componimenti sotto lo pseudonimo di "Herminia", che continuò ad adottare fino al 1874. In quell'anno contibuì con sette poesie ("La gloria del progreso", "Recuerdos a un proscripto", "Melancolia", "Contestacion", "A Mi Patria", "Gratitud" e "Un Himno I Una Lagrima") all'antologia La Lira de Quisqueya, pubblicata in occasione del primo anniversario della caduta di Buenaventura Báez.
Nel 1880 sposò lo scrittore e politico Francisco Henríquez y Carvajal, da cui ebbe quattro figli: Francisco, Pedro, Max e Camila. Insieme al marito, nel 1881 aprì uno dei primi centri per l'istruzione superiore femminile nella Repubblica Dominica, l'Instituto de Señoritas. La scuola formò alcune delle prime insegnanti donne della nazione, tra le quali la poetessa e femminista Mercedes Laura Aguiar. La sua poetica, da sempre infusa di una vena politica (come dimostrato da "A la Patria y Ruinas" del 1876), divenne più patriottica con il passare degli anni 1880, segnata anche dalla preoccupazione per la libertà del Paese, minacciata dal dispotismo di Ulises Heureaux.
Morì nel 1897 a causa di complicazioni legate alla tubercolosi. Fu sepolta nel cimitero della chiesa di Nuestra Señora de las Mercedes, ma nel 1972 la sua salma fu traslata al Panteón de la Patria.

## Nella cultura di massa
Salomé Ureña e la figlia Camila sono le protagoniste del romanzo storico Nel nome di Salomé (In the Name of Salomé) di Julia Alvarez, pubblicato nel 2000.

## Opere (parziale)
- La fe en el porvenir (1871)
- Sombras (1871)
- Ruinas (1872)
- Melancolía (1873)
- Poesías (1880)
- Mi ofrenda a la patria (1874)
- Amor patrio (1883)
- A mi hijo (1884)